# Меїсса Теінде Діор
Меїсса Теінде Діор (д/н — 1855) — 27-й дамель (володар) держави Кайор у 1832—1855 роках.

## Життєпис
Походив з династії Фалл. 1832 року після смерті стрийка Біріма Фатма Тіуба обирається новим дамелем Кайору. На той час держава переживала політичне й економічне піднесення. Продовжив політику попередників, зумівши зберегти авторитет володаря, об'єднавши навколо себе представників панівної династії та знаті.
1835 році знать Баолу повстала проти свого володаря Макоду Кумба Янде, якого повалили. Натомість запрошено до панування Меїсса Теінде Діора, який розширив цим свою владу в регіоні.
Забороняв проникнення католицьких місіонерів до своєї держави. Водночас сам дотримувався ісламу, але не забороняв анімалістичні культи. Разом з тим вів активну торгівлю з Португалією та Францією, що суттєво наповнювало державну скарбницю.
У 1840-х роках наказав вигнати з Баолу рід Худія Біссіра, чим викликав потужне повстання в провінції Каба на чолі з Маалі Кумбою. Останній зумів завдати нищівної поразки армії дамеля, внаслідок чого загинуло 7 синів Меїсса Теінде Діора, що сильно його вразило. Останній син біріма Фатма Ніогу очолив нове військо, яке у запеклій битві біля селища Пут-Діоба завдало поразки Маалі Кумбі.
За цим дамель мирно панував до самої смерті у 1855 році. Йому спадкував небіж Біріма Нгоне Латир.